# 石灰鹼釉
石灰鹼釉，為中國陶瓷兩大常見釉之一，即以氧化鈣、氧化鈉及氧化鉀為主要助熔劑的釉料。與另外一種常見釉石灰釉相比，石灰鹼釉的氧化鈣含量小於8％，而氧化鈉和氧化鉀的含量大大提高，鹼性增強，因此得名「石灰鹼釉」。又因為最經常代替石灰石作助熔劑的是富含鈉鉀元素的長石，所以石灰鹼釉又稱長石釉。
石灰鹼釉在高溫時比較黏稠，不易流動，因此可以多次上釉，素胎外罩較厚的釉層。燒成的釉面光澤柔和，無刺眼感覺，降低了煙熏和裂釉的傾向。